# Liphistius inthanon
Espèce
Liphistius inthanon est une espèce d'araignées mésothèles de la famille des Liphistiidae.

## Distribution
Cette espèce est endémique de la province de Chiang Mai en Thaïlande,. Elle se rencontre vers le Doi Inthanon.

## Description
Le mâle holotype mesure 17,38 mm et la femelle paratype 30,6 mm.

## Systématique et taxinomie
Cette espèce a été décrite par Zhan et Xu en 2022.

## Étymologie
Son nom d'espèce lui a été donné en référence au lieu de sa découverte, le Doi Inthanon.

## Publication originale
- Zhan, Sivayyapram, Liu, Li & Xu, 2022 : « Three new species of the spider genus Liphistius (Araneae, Mesothelae, Liphistiidae) from Thailand. » ZooKeys, no 1104, p. 115-128 (texte intégral).